# Ваља Парулуј (Бузау)
Ваља Парулуј (рум. Valea Părului) насеље је у Румунији у округу Бузау у општини Бечени. Oпштина се налази на надморској висини од 228 m.

## Становништво
Према подацима из 2002. године у насељу је живело 1230 становника, од којих су сви румунске националности.